# 파가이섬마카크
파가이섬마카크(Macaca pagensis)는 믄타와이 제도에 사는 구세계원숭이의 일종이다. 파가이섬원숭이 또는 믄타와이마카크 또는 복코이라고도 불린다. 계속되는 서식지 감소로 인해, IUCN 적색 목록에 의해 멸종위급종으로 등록되어 있다. 이전에는 전체적으로 더 어두운 시베루트마카크(M. siberu)를 하나의 아종으로 포함시켰으나, 현재는 다계통군으로 보고 있으며, 두 종을 별도의 종으로 분류하고 있다. 둘 다 이전에는 남부돼지꼬리원숭이(M. nemestrina)의 아종으로 간주되었다.

## 개요
파가이섬마카크의 수컷은 일반적으로 암컷보다 크다. 수컷의 몸길이는 약 45–55 cm 이고, 암컷은 약 40–45 cm이다. 꼬리 길이는 수컷이 13-16 cm이고, 암컷이 10–13 cm이다. 수컷이 또한 무거워서, 몸무게가 약 6–9 kg인 반면에 암컷은 4.5-6 kg이다. 등쪽은 일종의 어두운 갈색을 띠며, 목 쪽과 어깨 앞쪽 그리고 하체 쪽은 고동색에서 연한 황토색을 띤다. 다리는 갈색이며, 팔은 붉은 갈색이다. 믄타와이마카크의 얼굴은 갈색 눈에, 털이 없고 검은 피부를 지니고 있다. 먹이를 구하는 동안 음식을 나르기 위한 볼주머니를 가지고 있다.

## 습성과 생태
이 마카크의 자연 서식지는 우림이지만, 강가와 해안가의 습지-숲 등에서도 발견된다. 캐노피의 숲 층 상의 높은 곳에서 살며, 24~36 m 높이에서 먹이를 구하고 45 m 이상에서 잠을 자는 것으로 보인다. 이 종의 주 먹이는 무화과 등이다. 이들은 먹이를 찾을 때와 잠잘 때 여러 분파로 나누어 질 수 있다. 이들은 믄타와이랑구르들 무리 옆에서 먹이를 먹을 것이다. 파가이섬마카크(Macaca pagensis) 군도 약 5-25 마리씩 집단을 형성한다. 대체적으로 각 무리마다 한 마리의 수컷과 암컷들 그리고 이들의 새끼들이 있다. 수컷은 어디로 갈 것인지를 결정하고, 높은 소리를 내서 나머지 집단 구성원들과 의사 교환을 한다. 집단에 소속되지 않고 배회하는 파가이섬마카크는 자신의 자리를 차지하기 위해 적대적인 싸움을 걸어 수컷의 지배권에 도전한다. 자연 상태에서의 이 종의 포식자는 관수리와 그물무늬왕뱀이다. 흩어져 있을 때, 마카크들은 일종의 짧으며, 굵고 탁한 울음 소리를 내어, 집단의 나머지 원숭이들에게 알린다.

## 생식
암컷은 팽창되고 붉어진 자신의 생식기를 보여줌으로써 짝짓기를 위한 번식력과 의지를 과시한다.암컷들은 짝짓기를 시작할 때 몸을 웅크린다. 임신 기간은 5~6개월 사이이다. 야간에 한 마리의 새끼를 낳는다. 어미는 태반을 먹고, 날이 밝기 전에 씻기기 위해 갓 낳은 새끼를 핥는다. 어미와 새끼는 새끼가 어린 시절에 아주 끈끈한 관계를 유지한다.

## 개체수와 멸종 위협
이 종의 주 서식지는 수마트라 섬의 서해안에서 150 km 떨어진 믄타와이 섬이다. 이들은 주요 4개 섬 중 3개 섬(북파가이 섬, 남파가이 섬 그리고 시포라 섬)에서 산다. 인도네시아 본토로부터의 이민자들에 의한 산림 개간때문에, 이 종들은 현재 IUCN 적색 목록 상 멸종위급종으로 등록되어 있다.
이 섬에서 남벌이 이루어지는 숨겨진 주된 이유는 농작물과 기름야자나무 농장을 위한 대규모의 농지 개간뿐만 아니라 상업용 벌목 때문이다. 결과적으로, 이전보다 우림 내의 강들의 유량 변동이 심해졌다. 번갈아 일어나는 범람과 낮은 강 수위는 또한 말라리아 모기의 개체수를 증가시키는 원인이 되고 있다.